# Eridolius consobrinus
Eridolius consobrinus là một loài tò vò trong họ Ichneumonidae.